# Moritz Kurt Dinter
Moritz Kurt Dinter (Bautzen, 10 de junio de 1868- Neukirch, 16 de diciembre de 1945) fue un botánico alemán y explorador en África del sudoeste (hoy Namibia).

## Biografía

### Primeros trabajos
Estudio en la realschule de Bautzen, cumplió su servicio militar y trabajó en los jardines botánicos de Dresde y Estrasburgo, en tareas botánicas y hortícolas. Fue asistente del fitogeógrafo Carl Drude en Dresde. Debido a su interés por las plantas suculentas exóticas, fue seleccionado por sir Thomas Hanbury para gestionar el jardín de aclimatación La Mortola, cerca de Ventimiglia, en la Riviera italiana, que disponía de una gran colección de bulbos sudafricanos y de plantas suculentas. Estuvo seis meses en el Real Jardín Botánico de Kew, retornando a La Mortola.

### Estancias en África del sudoeste
Dinter decidió viajar a África del sudoeste y navegó a Swakopmund en junio de 1897, en el barco Melitta Bohlem. Comenzó su colección en los alrededores de Swakopmund, yendo a Walvis Bay y a Lüderitz, atraído por las exóticas suculentas que crecían entre las rocas costeras. Fue recolector de plantas, dependiendo de las ventas de sus especímenes de plantas para financiar sus viajes, que realizó frecuentemente con la compañía y auxilio de dos bantúes herero. 
Las colecciones recolectadas las enviaó a Haage y a Schmidt en Erfurt, a Schinz en Zúrich y a Engler en Berlín. El gobierno germano lo contrató como botánico regional del África del sudoeste, cargo que tuvo hasta el comienzo de la Primera Guerra Mundial en 1914.
Dinter experimentó con el crecimiento de varias especies de árboles exóticos e indígenas —primero en Brakwater, cerca de Windhoek, y más tarde en Okahandja— como cipreses, eucaliptos y Acacia erioloba. En uno de los levantamientos de los herero perdió gran parte de sus efectos personales y la mitad de su colección de plantas. 
Visitó Alemania en 1905, donando el resto de su colección a Berlin-Dahlem. De acuerdo a su Índice, en 1900 recomenzó un nuevo set de números para sus especímenes. Mientras estuvo en Bautzen conoció a Helena Jutta Schilde, viajaron a África y se casaron en Swakopmund el 16 de mayo de  1906, instalandose más tarde en Okahandja. Helena fue una incansable compañera y colega en sus muchas expediciones. En 1907 visitó a Galpin y a Pearson en Okahandja. Acompañó y guíó al profesor Adolf Engler, notable autoridad sobre la flora africana, a expediciones en 1913, comenzando en Swakopmund y yendo por ferrocarril hasta Tsumeb y luego al sur de Warmbad, cubriendo dos mil kilómetros en el espacio de un mes.

### Regreso a África del sudoeste
Dinter retornó a Alemania en 1914, viéndose obligado a permanecer allí hasta el final de la Primera Guerra Mundial. Las autoridades de Sudáfrica tenían mandato para administrar el África del Sudoeste Alemana y Dinter les pidió ser reinstalado como botánico regional. Pudo volver a Okahandja en 1922, ayudando en la planificación que Ernst Julius Rusch realizó sobre el jardín de suculentas en la Granja Lichtenstein. El Dr. IB Pole Evans había discutido con el gobierno de África del Sudoeste logrando que a Dinter se le suministrara transporte ferroviario gratis y viáticos. Al retornar preparó cuatro sets de especímenes a un precio fijo por hoja, uno para él y los otros tres para varios herbarios.
En 1924 fue galardonado por el gobierno alemán con un título profesional honorario junto con una modesta pensión. Esto le hizo regresar a Alemania en 1925. Hizo dos visitas más a África del sudoeste, de 1928 a 1929, recolectando en las áreas desérticas costeras, y de nuevo de 1933 a 1935, cuando fue al norte de Grootfontein al río Okavango, y de Aus a Sendelingsdrif en el río Orange.

## Algunas publicaciones
- Alphabetical Catalogue of Plants Growing in the Garden of Thomas Hanbury, Palazzo Orengo La Mortola. 1897
- Deutsch-Südwest-Afrika: Flora, forst- und landwirtschaftliche Fragmenta. Leipzig 1909
- Die vegetabilische Veldkost Deutsch-Südwest-Afrikas. Okahandja 1914
- Neue und wenig bekannte Pflanzen Deutsch-Südwest-Afrikas. Unter besonderer Berücksichtigung der Succulenten, Okahandja 1914
- Botanische Reisen in Deutsch-Südwest-Africa, Posen 1918
- Südwestafrikanische Lithopsarten, Perleberg 1928
- Sukkulentenforschung in Südwestafrika 1.: Erlebnisse und Ergebnisse meiner Reise im Jahre 1922, Berlin 1923
- Sukkulentenforschung in Südwestafrika 2.: Erlebnisse und Ergebnisse meiner Reise in den Jahren 1923 bis 1925, Berlin 1928

## Legado

### Honores

#### Epónimos
Dinter y su mujer Jutta, honrados en:
Géneros
- Dintera Stapf
- Dinteracanthus C.B.Clarke ex Schinz
- Dinteranthus Schwantes
- Juttadinteria Schwantes

Especies (163 registros)
- Amaranthus dinteri Schinz
- Anacampseros dinter Schinz
- Cissus juttae Dinter
- Hoodia juttae Dinter
- Stapelia dinteri Berger
- Stapelia juttae Dinter
- Trichocaulon dinteri Berger
- Vigna dinteri Harms

La revista botánica Dinteria nombrada en su honor para celebrar el centenario de su nacimiento.
Dinter cubrió un estimado de 40.000 km a pie, en vagón y en automotor durante el curso de sus viajes de recolecciones, por 38 años, en África del Sudoeste. El número de sus especímenes exceden los 8400; pero mucha cantidad de plantas vivas y de semillas, así como las colecciones de su mujer, jamás se numeraron.
- La abreviatura «Dinter» se emplea para indicar a Moritz Kurt Dinter como autoridad en la descripción y clasificación científica de los vegetales.[1]